# Cantó de Lilla-Sud-Est
El cantó de Lilla-Sud-Est és una divisió administrativa francesa, situada al departament del Nord i la regió dels Alts de França.

## Composició
El cantó de Lille-Sud-est comprèn les comunes de:
- Faches-Thumesnil
- Lezennes
- Lilla (4 districtes electorals al barri Centre)
- Ronchin

## Història
| Date d'elecció                        | Identitat      | Partit |
| ------------------------------------- | -------------- | ------ |
| 1979-2004                             | Michel Laignel | PS     |
| 2004-                                 | Marc Godefroy  | PS     |
| Les dades anteriors no són conegudes. |                |        |
|                                       |                |        |

## Demografia
| 1962 | 1968 | 1975 | 1982 | 1990 | 1999   | 2006   |
| ---- | ---- | ---- | ---- | ---- | ------ | ------ |
| -    |      |      |      |      | 41.812 | 43.216 |